# Раскрутка компилятора
Раскрутка компилятора (англ. bootstrapping — от boot и strap) — метод создания транслятора для некоторого языка программирования, при котором транслятор пишется на том же языке программирования, для трансляции которого создаётся; создание транслятором исполняемых файлов из исходного кода самого транслятора. Используется для переноса трансляторов на новые архитектуры. Появился в середине 1950-х годов. Позволяет создать транслятор, который генерирует сам себя. Применялся для создания трансляторов многих языков программирования, включая языки «Бейсик», «Алгол», «C», «Паскаль», «ПЛ/1», Factor, Haskell, «Модула-2», «Оберон», OCaml, Common Lisp, Scheme, Java, *Python (Есть разные реализации этого проекта: CPython - на "C" (основная реализация), Jython - на "Java", и PyPy - самокомпилирующийся), Scala, Nemerle, Kotlin и другие.

## Проблема курицы и яйца
Пусть создан новый язык программирования L. Пусть на языке L составлен исходный код транслятора для языка L. Как получить транслятор, способный из этого кода создать исполняемый файл?
Методы решения проблемы перечислены ниже:
- Автор языка L может вручную выполнить трансляцию исходного кода с языка L на машинный язык или на язык ассемблера. Затем можно выполнить полученный код для создания исполняемого файла компилятора. Так поступили Никлаус Вирт с учениками при создании первого компилятора для языка «Паскаль», а также Дональд Кнут при создании своей системы грамотного программирования WEB.

- Автор языка L может составить исходный код транслятора на языке, для которого уже существует транслятор. Попытку такого рода (впрочем, неудачную) предпринимал Никлаус Вирт при создании первого компилятора для языка «Паскаль» на языке «Фортран».

- То же, но автор языка L сам не составляет исходный код, а поручает эту операцию другому лицу. Такой способ часто применяется при создании трансляторов для языка Scheme.

- Первая версия компилятора может быть написана на подмножестве языка L, для которого уже существует некий другой компилятор. Таким способом были получены компиляторы для подмножества языков Java, Haskell и Free Pascal.

- Создать транслятор для новой платформы можно путём кросс-компиляции — создания исполняемого файла транслятора для новой платформы на платформе, для которой транслятор уже существует. Таким способом обычно портируются компиляторы, написанные на языках C и Free Pascal.

## Раскрутка компилятора с использованием компилятора существующего языка
Создание транслятора языка L методом раскрутки подразумевает выполнение некоторых шагов.
1. На первом шаге из языка L выделяется подмножество L0, которое не требует больших усилий для реализации, но является достаточным для написания транслятора самого себя. Затем, используя какой-либо существующий для этой платформы язык (например, C), составляется исходный код транслятора для L0.
2. Затем на языке L0 составляется транслятор для самого языка L0. Исполняемый файл транслятора создаётся с помощью транслятора, полученного на первом шаге. После этого у программиста имеется транслятор L0, способный обработать свой исходный код.
3. Далее начинается постепенное расширение L0 до L: добавляется какая-либо ранее не реализованная возможность языка L, после чего предыдущей версией транслятора создаётся новая, а вновь добавленную возможность можно использовать в трансляторе для последующего расширения языка.

Именно этот процесс и называют раскруткой.
Число шагов можно уменьшить, если после составления транслятора L0 на языке С сразу начинать составлять транслятор L на подмножестве L0.

## Преимущества
Достоинства метода раскрутки:
- проверка возможностей языка L;
- отсутствие необходимости изучения других языков (порою разработчику достаточно знать только язык L);
- возможность дальнейшего улучшения транслятора на языке высокого уровня L;
- постоянное улучшение качества кода (улучшение кода транслятора приводит к улучшению качества кода всех программ, создаваемых транслятором, включая сам транслятор);
- всесторонняя проверка транслятора на непротиворечивость (транслятор должен быть способен воспроизвести свой собственный код).

## Недостатки
При создании новых языков программирования использование уже существующих языков может быть вполне оправданным по следующим причинам:
- компиляторы уже существующих языков, как правило, надёжны (отлажены, изучены, стабильны);
- для уже существующих языков имеются отладчики, статические анализаторы и другие инструменты;
- невозможность использования генераторов синтаксических анализаторов;
- использование интерпретатора для самоинтерпретации нового языка может отрицательно сказаться на скорости: старый интерпретатор интерпретирует код нового интерпретатора, который интерпретирует код сценария пользователя (двойная интерпретация)[3].

## История
Ассемблер можно считать первым транслятором, который относительно просто реализуется непосредственно в машинных кодах.
Neliac — диалект языка «Алгол 58» и одноимённый компилятор, разработанные в 1958 году; первый язык высокого уровня, для которого был использован метод раскрутки.
Первыми широко используемыми языками, которые были раскручены тем же способом, стали:
- Burroughs B5000[англ.] («Алгол 60») в 1961 году;
- «Лисп» в 1962 году.

В 1962 году Тим Харт (англ. Tim Hart) и Марк Левин (Mark Levin) в Массачусетском технологическом институте написали первый компилятор «Лиспа» на языке Lisp и проверили его на уже существующем интерпретаторе языка Lisp. Они перешли на него, как только разработанный ими компилятор смог откомпилировать свой собственный исходный код.
В СССР метод раскрутки использовался для создания компиляторов РЕФАЛ, «Сигма» и «Эпсилон».

## Список языков, имеющих самокомпилирующиеся компиляторы
- «Бейсик»
- «Алгол»
- C
- C++
- C#
- CoffeeScript
- Common Lisp
- Eiffel
- F#
- Factor
- Haskell
- Go
- Java
- Mercury
- «Модула-2»
- Nemerle
- Oberon
- OCaml
- «Паскаль»
- Perl 6
- «ПЛ/1»
- Rust
- Scheme
- Scala
- Standard ML
- Urn

Первый компилятор для языка ML, как для самостоятельного языка (после его выделения из LCF как встроенного и интерпретируемого) был написан Лукой Карделли целиком на языке «Паскаль» (включая среду выполнения (англ. runtime)). Вскоре компилятор был переписан на диалекте «VAX ML» и получил название «Edinburgh ML». Этот компилятор служил платформой для исследования языка, постепенно приблизив ML к виду SML’90. Далее на нём был написан SML/NJ, в то время как среда исполнения была переписана на языке Си. Затем был раскручен SML/NJ, и далее на его основе раскручивались все остальные реализации языка. В настоящее время существует более десятка компиляторов и несколько интерпретаторов, в том числе с нестандартными расширениями, все из которых написаны на SML и обычно способны компилировать друг друга. Единственным исключением является неактуальный для SML инкрементальный компилятор Poplog, написанный на Lisp-подобном языке POP-11, не поддерживающий современные стандарты языка SML и его библиотеки.

- TypeScript
- XPL
- РЕФАЛ
- «Сигма»[6]
- «Эпсилон»[7]